# Omar Alshogre
Omar Alshogre (arabiska: عمر الشغري), född 14 maj 1995 i al-Bayda, är en syrisk flykting, talare och människorättsaktivist. 
Han är för närvarande (2020) chef för interneringsfrågor vid Syrian Emergency Task Force. Han är känd för sin kamp för politiska fångar och sina ansträngningar för att öka medvetenheten om kränkningar av de mänskliga rättigheterna i Syrien och hans personliga erfarenhet av tortyr och svält under sina tre år i syriskt fängelse.
När han kom till Sverige under flyktingkrisen 2015 tillsammans med sin yngre bror Ali Alshogre, togs han om hand om Eva Hamilton, före detta vd på Sveriges Television. Bröderna var då 10 och 20 år gamla.

## Biografi

### Arrestering
Den syriska regeringen grep Alshogre först för att ha deltagit i en protest mot regeringen när han var 15 år gammal. Bashar al-Assads myndigheter fängslade honom i två dagar och släppte honom därefter. Regimen arresterade honom sju gånger mellan 2011 och 2013.
Den 16 november 2012, när de besökte sina kusiner, gick beväpnade milismän in i hans hus och arresterade Alshogre tillsammans med tre av hans kusiner. Milismännen skickade dem till den militära underrättelsetjänsten i centrala Tartus för utredning. Två av kusinerna dog i fängelse. Alshogre tillbringade sammanlagt tre år i förvar.

### Kvarhållande
Alshogre tillbringade ett år och nio månader på avdelning 215, ett militärt underrättelsefängelsecenter i centrala Damaskus. Tillsammans med andra fångar fick han uppleva daglig tortyr, bland annat genom elektriska stötar, misshandel med kabel och metall, och borttagning av hans fingernaglar.
Under hans internering i avdelning 215 beordrade interneringscentrets administration honom att avlägsna kroppar av fångar som hade dött och numrera deras pannor.
Den 15 mars 2013 dog Alshogres äldre kusin efter att ha utstått extrem tortyr. I början av 2014 dog ytterligare en kusin till följd av tortyr och tuberkulos. Alshogre bar kusinens kropp till bårhuset och numrerade hans panna.
Regimen överförde Alshogre till Saidnayafängelset den 15 augusti 2014. Han säger att avdelning 215 var himmelriket jämfört med Sednaya, där psykologisk och fysisk tortyr var mycket mer intensiv. Han har berättat att fångar avrättades godtyckligt för brott som att prata utan tillstånd. Alshogre lärde sig både solidaritet och en mängd kunskap från läkare, lärare och andra utbildade interner han träffade där. Alshogre har kallat denna upplevelse "University of Whispers."

### Frisläppande
Alshogres mamma, som hade flytt till Turkiet, samlade in 15 000 dollar för att betala en muta för hans frigivning. Han frigavs i juni 2015 efter en skenavrättning. Han vägde då bara 34 kilo till följd av svält och tuberkulos. Han reste till Europa som flykting för att få tillgång till medicinsk behandling och fly från regimen.

### Livet i Sverige
Alshogre kom som flykting till Sverige och bodde tillsammans med sin yngre bror Ali Alshogre hos Eva Hamilton, tidigare VD för Sveriges Television. De var 20 respektive 10 år när de flyttade in i Eva Hamiltons hus i Nacka. Han har lärt sig engelska, norska och svenska och gått ut gymnasiet. 
Alshogre delar med sig av sin personliga historia för att öka medvetenheten om den syriska regeringens övergrepp. Tillsammans med andra offer, vittnen, aktivister och advokater har han bidragit till en juridisk kamp för rättvisa i europeiska domstolar. Han har gett vittnesmål till tyska advokater och åklagare för att de ska kunna åtala den syriska regimen. Det första europeiska målet gällande syriska brott mot mänskligheten inleddes i april 2020.
Alshogre har mottagit dödshot efter att ha berättat om de övergrepp han utsatts för. I januari 2018 ringde en av hans tidigare torterare från avdelning 215 honom och berättade att han var i Stockholm. I tidningen The Nation beskrevs han som "en av de få som överlevt slakteriet i Sednaya, och någon som personligen har numrerat över 8 000 kroppar, som dyker upp i olika medier och kan tala om namnen och platserna för flera militära fängelser, inklusive vilken brigadgeneral som ansvarar för varje anläggning och namnen på avlidna fångar och deras hemstäder. Omar är ett formidabelt och fruktat vittne”.
Alshogre tilldelades ett Kompassrosstipendium av kung Carl XVI Gustaf, i april 2020, för sin medkänsla, sitt mod och sina starka värderingar.
I juni 2020 vädjade Alshogre till sin tidigare torterare i Syrien genom en video som han lade upp på sin YouTube-kanal och berömdes av Al Jazeera.[källa behövs]

### Livet i USA
Alshogre flyttade till Washington, D.C. 2021 för att studera vid Georgetown University. En video på Twitter som filmade hans reaktion på att bli antagen till universitetet blev viral i november 2020.
Han har under 2022 assisterat vid rättsliga åtal mot dem som har begått brott i Syrien, och fungerar som nyckelvittne i åtalsinsatser. Han reser också och håller tal över hela USA och Europa, inklusive i FN:s säkerhetsråd, TEDxGeorgetown, Harvard Law School och på Human Rights Foundations Oslo Freedom Forum i Norge.